# David Hunt (aktor)
David Hunt (ur. 1954 w Covent Garden w dzielnicy Londynu) – brytyjski aktor filmowy i telewizyjny, działający w Wielkiej Brytanii i Stanach Zjednoczonych. Ukończył nowojorską Juilliard School. Karierę w show-biznesie rozpoczął jako nauczyciel i trener w szkole. Współpracował z takimi reżyserami jak Clint Eastwood, Stanley Kubrick, Michael Apted czy William Friedkin.

## Wybrana filmografia

### filmy fabularne
- 1988: Closing Ranks jako PC Albert Thom
- 1988: Pula śmierci (The Dead Pool) jako Harlan Rook
- 1995: Jade jako Pat Callendar
- 2004: Bobby Jones – Zamach geniusza jako dr Begg
- 2006: Głos wolności (Amazing Grace) jako Lord Camden
- 2008: The Deal jako Grier Clark
- 2008: Liga Sprawiedliwych: Nowa granica jako Harry (głos)
- 2012: Liz i Dick (Liz & Dick) jako Ifor Jenkins
- 2014: Wychodne mamusiek (Moms' Night Out) jako Cabbie

### seriale telewizyjne
- 1995: Klient jako Tom Halstead
- 1998-2002: Wszyscy kochają Raymonda jako Bill Parker
- 2005: Wzór jako Elliot Cole
- 2005: Detektyw Monk (Monk) jako Michael Norfleet
- 2007: 24 godziny jako Darren McCarthy
- 2011: Castle jako Falco
- 2012: Mad Men jako Edwin Baker
- 2015: Transformers: Robots in Disguise jako Chop Shop (głos)